# Trường đại học được cấp đất
Một trường đại học được cấp đất (hay trường cao đẳng được cấp đất hoặc cơ sở giáo dục được cấp đất) là một cơ sở giáo dục bậc cao tại Hoa Kỳ được một bang chỉ định để hưởng các lợi ích của Các đạo luật Morrill năm 1862 và 1890.
Các đạo luật Morrill tài trợ cho các tổ chức giáo dục bằng cách cấp đất do liên bang kiểm soát cho các bang và cho phép các bang bán đi nhằm gây quỹ để thành lập các trường cao đẳng "được cấp đất". Theo Đạo luật năm 1862, sứ mệnh của các tổ chức giáo dục này là tập trung giảng dạy các ngành nông nghiệp, khoa học, khoa học quân sự và kỹ thuật mang tính thực hành (mặc dù vẫn "không loại trừ...các ngành nghiên cứu truyền thống") để đáp ứng cho cuộc cách mạng công nghiệp và sự thay đổi giai cấp của xã hội. Chúng sẽ bổ sung cho các cơ sở giáo dục truyền thống thường tập trung giảng dạy các môn khai phóng. Đạo luật được mở rộng vào năm 1994 để trao quyền nhận quỹ đất cho một số trường cao đẳng và đại học của bộ lạc.
Về sau, hầu hết các trường cao đẳng được cấp đất đều trở thành những trường đại học công lập lớn giảng dạy đầy đủ các ngành nghề. Tuy vậy, vẫn có một số trường được cấp đất là trường tư thục, như Đại học Cornell, Viện Công nghệ Massachusetts và Đại học Tuskegee. 

Các trường đại học được cấp đất

## Lịch sử

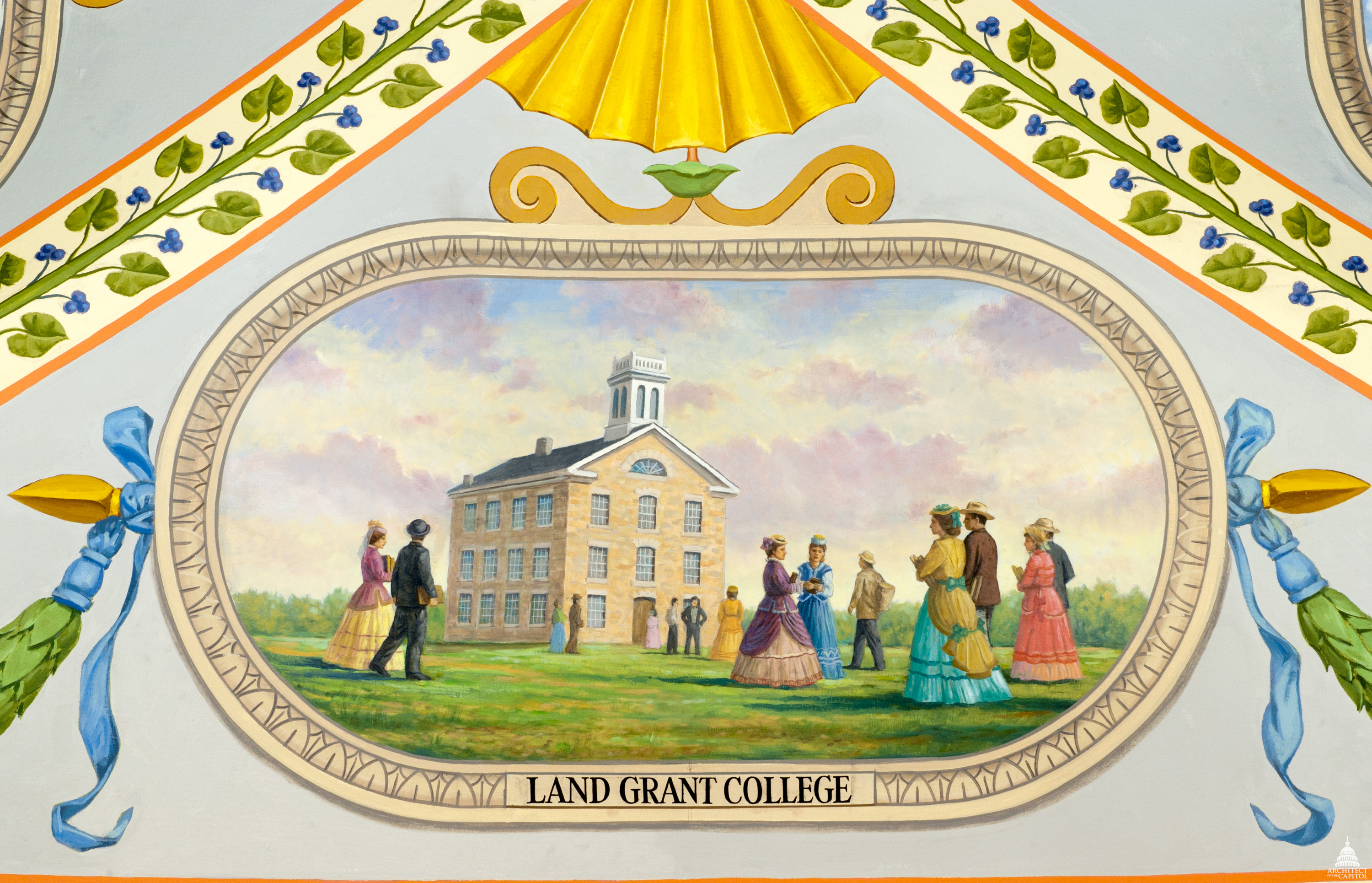
Tranh vẽ một trường đại học được cấp đất thời kỳ đầu (Đại học Bang Kansas) trên tường Hành lang phía Tây tại Tòa nhà Quốc hội Hoa Kỳ

Khái niệm về các tổ chức giáo dục được nhà nước tài trợ, chuyên đào tạo về nông nghiệp và kỹ thuật, bắt đầy gây được sự chú ý tại Mỹ từ những cuộc vận động của Jonathan Baldwin Turner vào cuối những năm 1840. Dự luật quỹ đất đầu tiên được Hạ nghị sĩ Justin Smith Morrill của Vermont giới thiệu lên Quốc hội vào năm 1857. Dự luật này được Quốc hội thông qua năm 1859, nhưng đã bị Tổng thống James Buchanan phủ quyết. Morrill một lần nữa giới thiệu dự luật của mình vào năm 1861 và nó được ban hành thành luật vào năm 1862.
Sau khi luật cấp đất của liên bang được thông qua năm 1862, Iowa là bang đầu tiên chấp nhận các điều khoản của Đạo luật Morrill vào ngày 11 tháng 9 năm 1862. Iowa sau đó đã chỉ định Trường Cao đẳng Nông nghiệp Bang (nay là Đại học Bang Iowa) là trường đại học được cấp đất vào ngày 29 tháng 3 năm 1864. Trên thực tế, trường đầu tiên được thành lập nhờ Đạo luật cấp đất là Đại học Bang Kansas, được thành lập vào ngày 16 tháng 2 năm 1863 và khai giảng vào ngày 2 tháng 9 năm 1863. Trường lâu đời nhất vẫn còn giữ tình trạng được cấp đất cho đến nay là Đại học Rutgers, thành lập năm 1766 và được chỉ định là trường đại học được cấp đất của New Jersey vào năm 1864. Trường lâu đời nhất từng được cấp đất là Đại học Yale (thành lập năm 1701), được chỉ định làm trường được cấp đất của bang Connecticut vào năm 1863. Bang Connecticut sau này thu hồi quyết định của mình vào năm 1893 do sự phản đối của dân chúng và chuyển quyền nhận cấp đất cho trường mà hiện nay là Đại học Connecticut.
Đạo luật Morrill thứ hai được thông qua vào năm 1890 nhằm vào các bang phía Nam cũ. Đạo luật này yêu cầu các bang này phải chọn trường không tuyển sinh dựa trên chủng tộc, nếu không thì chỉ được chỉ định quyền được cấp đất cho những trường dành riêng cho người da màu. Trong số bảy mươi trường cao đẳng và đại học được phát triển từ Đạo luật Morrill, có một số trường cao đẳng và đại học trước đây chỉ dành cho người da đen. Mặc dù Đạo luật năm 1890 đã cấp tiền mặt thay vì đất đai, các trường được hưởng lợi ích từ Đạo luật này có cùng địa vị pháp lý với các trường đại học theo Đạo luật 1862; do đó thuật ngữ "trường đại học được cấp đất" vẫn áp dụng đúng cho cả hai nhóm.
Sau này, các trường khác như Đại học Đặc khu Columbia và "các trường cao đẳng được cấp đất năm 1994" dành cho người Mỹ bản địa cũng được Quốc hội trao tiền mặt thay cho đất và vẫn được xem là "được cấp đất".
Tương tự như các trường đại học được cấp đất có chương trình đào tạo tập trung về nông nghiệp và kỹ thuật, Quốc hội về sau cũng thành lập những chương trình trường cao đẳng được cấp biển (nghiên cứu thủy sinh, năm 1966), trường cao đẳng được cấp không gian (nghiên cứu không gian, năm 1988) và trường cao đẳng được cấp mặt trời (nghiên cứu năng lượng bền vững, năm 2003).
Đại học Bang West Virginia, một trường đại học trước đây dành cho người da đen, là trường đại học duy nhất bị tước quyền cấp đất (khi trường này bỏ chế độ phân biệt chủng tộc khi tuyển sinh dẫn đến việc bị cắt tài trợ từ tiểu bang năm 1957) và sau đó lấy lại được quyền được cấp đất vào năm 2001.
Hệ thống các trường đại học được cấp đất được xem là đã đóng góp quan trọng vào tốc độ tăng trưởng nhanh của nền kinh tế Mỹ mà nhờ đó Mỹ đã vượt mặt Vương quốc Anh để trở thành một siêu cường về kinh tế, theo một nghiên cứu bởi giảng viên của Đại học Bang New York.
Ba sứ mệnh của trường đại học được cấp đất tiếp tục được phát triển qua thời gian. Các sứ mệnh ban đầu là "giảng dạy, nghiên cứu và phục vụ" đã được đổi thành "học tập, khám phá và dấn thân" bởi Ủy ban Kellogg về Tương lai của các Trường đại học Bang và Được cấp đất, rồi đổi một lần nữa thành "tài năng, phát kiến và vị trí" bởi Hiệp hội các trường đại học công và được đất cấp (Association of Public and Land-Grant Universities, APLU).

### Tiền lệ pháp luật bang

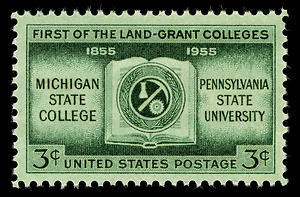
Tem kỷ niệm của Bưu chính Hoa Kỳ

Trước khi có Đạo luật Morrill năm 1862, Đại học Bang Michigan được chỉ định là cơ sở giáo dục nông nghiệp được cấp đất theo luật của bang Michigan vào ngày 12 tháng 2 năm 1855, với tên gọi Trường Cao đẳng Nông nghiệp của Bang Michigan, được nhận số tiền tương ứng với 14.000 mẫu Anh (57 km2) đất thuộc sở hữu của bang. Trường Trung học của Nông dân Pennsylvania (sau này trở thành Đại học Bang Pennsylvania) cũng là một trường nông nghiệp được cấp đất vào ngày 22 tháng 2 cùng năm.
Hai trường này về sau được hai tiểu bang chỉ định là trường cao đẳng được cấp đất cấp liên bang vào năm 1863.
Các trường đại học lâu đời hơn - như Đại học Georgia, được thành lập với một khoản trợ cấp đất vào năm 1784 - cũng được tài trợ thông qua việc sử dụng các khoản trợ cấp đất của bang. Việc trợ cấp đất cho các tổ chức giáo dục là một thông lệ thừa hưởng từ châu Âu, và có nguồn gốc từ xã hội thời cổ đại Hy Lạp - La Mã. Tuy nhiên, những trường lâu đời này có "sứ mệnh" hoàn toàn khác với sứ mệnh giáo dục thực hành của các cơ sở giáo dục được cấp đất theo Đạo luật Morrill (hoặc cơ quan lập pháp Michigan).

## Đạo luật Hatch và Đạo luật Smith-Lever
Sứ mệnh của các trường đại học được cấp đất được mở rộng bởi Đạo luật Hatch năm 1887, nhằm cung cấp ngân sách liên bang cho các tiểu bang để thành lập một loạt các trại thí nghiệm nông nghiệp dưới sự chỉ đạo của mỗi trường đại học được cấp đất của bang, cũng như chuyển giao công nghệ mới, đặc biệt là trong lĩnh vực khoáng sản và tăng trưởng thực vật. Nhiệm vụ tiếp cận cộng đồng đã được mở rộng hơn nữa bởi Đạo luật Smith-Lever năm 1914 khi nó đưa thêm nhiệm vụ mở rộng hợp tác, cử nhân viên về nông thôn để giúp mang kết quả nghiên cứu nông nghiệp đến nông dân. Ngoài các khoản trợ cấp từ đất ban đầu, mỗi trường đại học được cấp đất nhận được các khoản tiền hàng năm từ liên bang cho nghiên cứu và hợp tác với điều kiện số tiền đó sẽ được các bang đối ứng.

## Mở rộng
Trong khi các trường đại học được cấp đất ngày nay ban đầu được gọi là trường cao đẳng được cấp đất, chỉ một số trong số hơn 70 cơ sở giáo dục phát triển nhờ Các đạo luật Morrill là còn giữ lại chữ "Cao đẳng" (College) trong tên chính thức; hầu hết là các trường đại học (University).
Đại học Đặc khu Columbia được trao địa vị là trường được cấp đất vào năm 1967 và nhận khoản tài trợ trị giá 7,24 triệu đô la thay cho việc cấp đất. Trong bản Sửa đổi Giáo dục Đặc biệt năm 1972, Samoa thuộc Hoa Kỳ, đảo Guam, Micronesia, Bắc Maryas và Quần đảo Virgin mỗi nơi nhận được 3 triệu đô la.
Vào năm 1994, 29 trường cao đẳng và đại học của bộ lạc đã trở thành các cơ sở giáo dục được cấp đất theo Đạo luật Cải thiện Trường học của Mỹ năm 1994. Tính đến năm 2008, 32 trường cao đẳng và đại học bộ lạc nhận được tư cách được cấp đất. Hầu hết các trường cao đẳng cung cấp chương trình hai năm. Sáu trường là các tổ chức giáo dục bốn năm, và hai trường cung cấp chương trình thạc sĩ.

## Tên gọi
Không nền nhầm lẫn các trường đại học được cấp đất với các trường cao đẳng cấp biển (chương trình được thành lập năm 1966), trường cao đẳng cấp không gian (được thành lập năm 1988), hoặc trường cao đẳng cấp mặt trời (được thành lập năm 2003). Ở một số bang, sứ mệnh nghiên cứu và hợp tác nông nghiệp của tổ chức giáo dục được cấp đất được chuyển sang một cơ quan đại diện cho hệ thống đại học của toàn tiểu bang thay vì một trường đại học được cấp đất cụ thể; ví dụ như Hệ thống Đại học Texas A&M với các sứ mệnh nông nghiệp, trong đó có trường đại học nông nghiệp tại khuôn viên chính của hệ thống, hiện nằm dưới sự bảo trợ của Texas A&M AgriLife.